# Bruce Grobbelaar
Bruce Grobbelaar   (Durban, 6 d'octubre de 1957) és un exfutbolista de Zimbàbue de les dècades de 1980 i 1990.
Va néixer a Sud-àfrica però va créixer a la veïna Rhodesia (actual Zimbabwe). El primer club on destacà fou Vancouver Whitecaps de la North American Soccer League el 1979. Destacà defensant els colors del Liverpool FC entre 1981 i 1994. També jugà a d'altres clubs anglesos com Southampton FC, Oxford United FC, Sheffield Wednesday FC i Oldham Athletic.
Fou internacional amb la selecció de futbol de Zimbàbue entre 1980 i 1998, tot i que prèviament havia estat internacional amb Rhodèsia el 1976.
Fou l'entrenador de porters de l'Ottawa Fury FC de la North American Soccer League des de 2014.

## Palmarès
Liverpool
- Football League First Division:

1981–82, 1982–83, 1983–84, 1985–86, 1987–88, 1989–90
- FA Cup:

1985–86, 1988–89, 1991–92
- League Cup:

1981–82, 1982–83, 1983–84
- FA Charity Shield:

1982, 1986, 1988, 1989, 1990
- Copa d'Europa de futbol:

1983–84
- Football League Super Cup:

1986